# Valganna (gemeente)
Valganna is een gemeente in de Noord-Italiaanse regio Lombardije en behoort tot de provincie Varese.
De twee belangrijkste kernen van de gemeente zijn Ganna en Ghirla. Beide plaatsen liggen aan een meer (Lago di Ganna en Lago di Ghirla) die met elkaar verbonden worden door de rivier de Margorabbia. Het Lago di Ghirla is belangrijk voor het toerisme in de vallei. Tot de gemeente behoren ook de twee hoger gelegen dorpjes Boarezza en Mondonico. Vanuit dit laatste dorp kijkt men uit op de Monte Rosa.
Nabij Ganna staat een van de belangrijkste middeleeuwse bouwwerken van de provincie Varese: het klooster San Gemolo. Dit klooster werd in de 11e eeuw gesticht en is recentelijk geheel gerestaureerd. In het complex vindt zich ook het Museo della Badia.